# 28. мај
28. мај (28.5.) је 148. дан године по грегоријанском календару (149. у преступној години). До краја године има још 217 дана.

## Догађаји
- 585. п. н. е. — Помрачење Сунца је прекинуло битку код Халиса између лидијског краља Алијата II и медијског краља Кијаксара.
- 1522 — Турци заузели утврђени град Книн и прогласили га седиштем Личког санџака.
- 1812 — Османско царство и Руска Империја потписале су Букурешки мир којим је окончан Руско-турски рат.
- 1834 — У Кнежевини Србији уведен српски језик као службени у преписци с турским властима, која је дотад вођена искључиво на турском језику.
- 1905 — Окончана је битка код Цушиме у којој је Јапанска царска морнарица адмирала Хејхачира Тогоа уништила руску Балтичку флоту.
- 1934 — Канађанка Олива Дион је у Календеру у канадској држави Онтарио родила пет девојчица, названих „Дионове петорке“, прве петорке у свету за које се зна да су преживеле.
- 1937 — Невил Чемберлен је после повлачења Стенлија Болдвина постао премијер Велике Британије.
- 1940 — Белгијски краљ Леополд III је у Другом светском рату потписао капитулацију; истог дана почела је евакуација поражених савезничких снага из француске луке Денкерк у Другом светском рату којом је до 2. јуна спашено 224.585 британских и 112.546 француских и белгијских војника.
- 1961 — Укинут „Оријент-експрес“, воз који је 78 година саобраћао на линији Париз-Истанбул.
- 1971 — СССР лансирао космички брод у правцу Марса.
- 1976 —
  - СССР и САД потписали су уговор о ограничењу подземних нуклеарних проба.
  - Пуштена у редован саобраћај железничка пруга Београд-Бар, која је, с прекидима, грађена 24 године.
- 1982 — Папа Јован Павле II стигао у Велику Британију, у прву посету римокатоличког папе тој земљи од 1531. године.
- 1986 — Двојица совјетских космонаута изашли су из орбиталне станице „Саљут 7“ и провела око четири часа у „космичкој шетњи“.
- 1987 — Деветнаестогодишњи Западни Немац Матијас Руст прелетео је спортским авионом "Цесна" од Хелсинкија до Москве и спустио се на централни Црвени трг у главном граду СССР, прошавши непримећено кроз совјетски ваздушни простор.
- 1991 — Снаге Етиопског народног револуционарног демократског фронта ушле су у Адис Абебу, окончавши владавину Дерга и Етиопски грађански рат.
- 1995 —
  - У земљотресу који је погодио руски град Нефтегорск на полуострву Сахалин погинуло је најмање 2.000 људи.
  - Погинуо босански министар иностраних послова Ирфан Љубјанкић када је хеликоптер у којем се налазио оборен ракетом у близини Бихаћа.
  - На филмском фестивалу у Кану југословенски редитељ Емир Кустурица добио је „Златну палму“ за филм „Подземље - била једном једна земља“. Десет година раније Кустурица је добио ову награду за филм „Отац на службеном путу“.
- 1997 — Русија и Украјина потписале уговор којим је руској Црноморској флоти омогућено да 20 година користи поморску базу у луци Севастопољ на полуострву Крим.
- 1998 — Извршивши пету нуклеарну пробу Пакистан је званично постао нуклеарна сила.
- 1999 — Након што је авијација НАТО појачала нападе на СР Југославију (740 полетања авиона у 24 сата), југословенски председник Слободан Милошевић је, после разговора са специјалним представником руског председника Виктором Черномирдином, прихватио услове западних земаља за прекид бомбардовања.
- 2001 — У Каиру одржана прва Дечја конференција афричких нација.
- 2002 — Британски оператер мобилне телефоније Водафон пријавио је губитак од 13,5 милијарди фунти (19,6 милијарди долара), што је највећи забележени губитак неке велике британске корпорације.
- 2004 — Директор и главни уредник подгоричког листа „Дан“ Душко Јовановић преминуо је у Клиничком центру Црне Горе у Подгорици, од последица тешког рањавања у атентату претходне ноћи испред редакције листа. Суђење једином осумњиченом за то убиство Дамиру Мандићу почело је 22. новембра у Подгорици.
- 2008 — На првом заседању конститутивне скупштине Непал је званично проглашен републиком, окончавши тиме 240-годишњу владавину династије Шах.

## Рођења
- 1738 — Жозеф Гијотен, француски лекар и политичар, најпознатији као изумитељ гиљотине. (прем. 1814)[1]
- 1759 — Вилијам Пит Млађи, британски политичар, премијер Уједињеног Краљевства у два наврата. (прем. 1806)[2]
- 1786 — Луис Маклејн, амерички правник и политичар, 12. државни секретар САД. (прем. 1857)[3]
- 1879 — Милутин Миланковић, српски математичар, астроном, климатолог, геофизичар, грађевински инжењер и доктор техничких наука. (прем. 1958)[4]
- 1884 — Едвард Бенеш, чешки политичар, 2. председник Чехословачке. (прем. 1948)[5]
- 1889 — Ричард Рети, аустроугарски и касније чехословачки шахиста, шаховски писац и састављач шаховских студија. (прем. 1929)[6]
- 1923 — Ђерђ Лигети, мађарско-аустријски композитор. (прем. 2006)[7]
- 1931 — Карол Бејкер, америчка глумица.[8]
- 1932 — Александар Гаврић, српски глумац. (прем. 1972)[9]
- 1933 — Зелда Рубинстејн, америчка глумица и активисткиња за људска права. (прем. 2010)[10]
- 1938 — Џери Вест, амерички кошаркаш и кошаркашки тренер. (прем. 2024)[11]
- 1945 — Џон Фогерти, амерички музичар, најпознатији као суоснивач, певач и гитариста групе -Creedence Clearwater Revival}-.[12]
- 1951 — Велимир Илић, српски политичар, оснивач и председник Нове Србије.
- 1962 — Бранко Ђурић Ђуро, босанскохерцеговачки глумац, комичар, редитељ и музичар.[13]
- 1966 — Миљенко Јерговић, босанскохерцеговачко-хрватски књижевник.
- 1966 — Ешли Лоуренс, америчка глумица.[14]
- 1967 — Глен Рајс, амерички кошаркаш.[15]
- 1968 — Кајли Миног, аустралијска музичарка и глумица.[16]
- 1974 — Бојана Маљевић, српска глумица.[17]
- 1985 — Кери Малиган, енглеска глумица.[18]
- 1986 — Брајант Данстон, америчко-јерменски кошаркаш.[19]
- 1986 — Отело Хантер, америчко-либеријски кошаркаш.[20]
- 1988 — Зоран Поповић, српски фудбалски голман.[21]
- 1989 — Стефан Балмазовић, српски кошаркаш.[22]
- 1990 — Кајл Вокер, енглески фудбалер.[23]
- 1991 — Александр Лаказет, француски фудбалер.[24]
- 1993 — Андрија Бојић, српски кошаркаш.[25]
- 1994 — Џон Стоунс, енглески фудбалер.[26]
- 1999 — Камерон Бојс, амерички глумац. (прем. 2019)[27]
- 2000 — Фил Фоден, енглески фудбалер[28]

## Смрти
- 1843 — Ноа Вебстер, амерички филолог и лексикограф.[29]
- 1937 — Алфред Адлер, аустријски психолог, један од Фројдових следбеника.[30]
- 1944 — Тихомир Ђорђевић, српски етнолог и фолклориста.[31]
- 1972 — Војвода од Виндзора, абдицирани енглески краљ Едвард VIII.[32]

## Празници и дани сећања
- Српска православна црква слави:
  - Преподобног Пахомија Великог
  - Светог Ахила - епископа лариског
  - Преподобног Силуана